# محوطه پریان مینا
محوطه پریان مینا مربوط به عصر مس - دوره اشکانیان - دوره ساسانیان است و در شهرستان کوهدشت، بخش مرکزی، دهستان گل گل، ۳۰۰ متری غرب روستای پریان مینا واقع شده و این اثر در تاریخ ۲۶ اسفند ۱۳۸۷ با شمارهٔ ثبت ۲۶۱۶۳ به‌عنوان یکی از آثار ملی ایران به ثبت رسیده است.